# Brooks Wackerman
Brooks Wackerman, né le 15 février 1977, est l'ancien batteur de Bad Religion et le jeune frère de Chad Wackerman, batteur qui joua avec Frank Zappa.

## Biographie
Brooks Phillip Wackerman a joué sous la direction de son père Chuck Wackerman dans le groupe de Jazz du lycée de Los Alamitos de 1991 à 1995. Il apprit à jouer très jeune et démontra l'étendue de ses talents dans ses premiers groupes, Bad4Good et Infectious Grooves, qui lui permirent de devenir le batteur de Suicidal Tendencies de 1997 à 2001.
Wackerman fut batteur pour l'album des Vandals, Look What I Almost Stepped In… (sorti en 2000). Il fut le premier choisi pour remplacer le batteur des Vandals, Josh Freese, impliqué avec des groupes comme A Perfect Circle et Devo.
En 2001, il devint le batteur de Bad Religion en remplacement de Bobby Schayer (en), blessé. C'est le membre le plus jeune de Bad Religion. Il est apparu dans The Process of Belief, The Empire Strikes First,New Maps of Hell, The Dissent of Man (en) et True North.
Wackerman, avec Terry Bozzio, contribua comme batteur/percussionniste pour l'album Untilted de Korn. Batteur pendant la tournée 2006-2007 de Tenacious D, il fit également partie du Warped Tour 2007 de Bad Religion. Brooks Wackerman est aussi le leader du groupe Hot Potty. 
En 2013, il effectuera une tournée de 2 semaines avec Blink-182 en Australie pour remplacer temporairement Travis Barker.
En 2015, Avenged Sevenfold l'annonce comme nouveau batteur à la suite du départ d'Arin Ilejay quelques mois auparavant.

## Discographie
Avec Bad4Good 
- 1992 - Refugee

 Avec Infectious Grooves 
- 1994 - Groove Family Cyco (Snapped lika Mutha)
- 2000 - Mas Borracho

 Avec Suicidal Tendencies 
- 1998 	Six the Hard Way (EP)
- 1999 	Freedumb
- 2000 	Free Your Soul... and Save My Mind

 Avec Mass Mental 
- 1998 - How To Write Love Songs

 Avec The Vandals 
- 2000 - Look What I Almost Stepped In...

 Avec Bad Religion 
- 2002 - The Process of Belief
- 2004 - The Empire Strikes First
- 2007 - New Maps of Hell
- 2010 - The Dissent of Man
- 2013 - True North
- 2013 - Christmas Songs

 Avec Fear and the Nervous System 
- 2011 - Fear and the Nervous System

 Avec Tenacious D 
- 2012 - Jazz

 Avec Tom DeLonge 
- 2015 - To the Stars... Demos, Odds and Ends

 Avec Big Talk 
- 2015 - Straight In No Kissin'

 Avec Avenged Sevenfold 
- 2016 - The Stage
- 2023 -  Life is but a dream...